# Schistocita

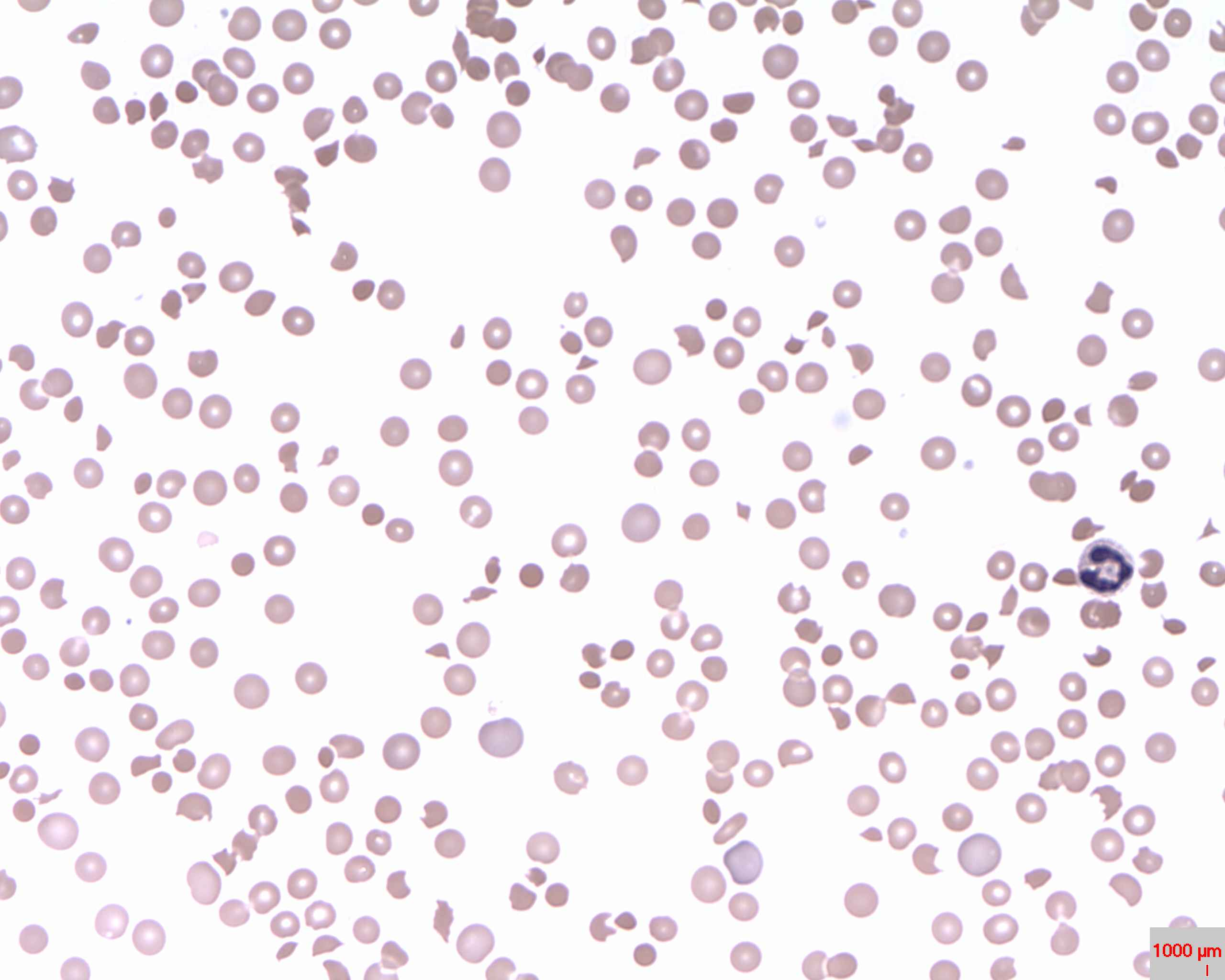
Esame al microscopio del sangue in un paziente affetto da porpora trombotica trombocitopenica.

Uno schistocita  (dal greco Schistos per "diviso"  e Kytos per "vuoto" o "cella") è una parte frammentata di un globulo rosso. Gli schistociti sono in genere di forma irregolare, frastagliata e hanno due estremità appuntite. Un vero schistocita non ha un pallore centrale.
Molte malattie microangiopatiche, tra cui la coagulazione intravascolare disseminata e la microangiopatia trombotica, generano filamenti di fibrina che possono recidere i globuli rossi nel momento in cui essi tentano di superare un trombo, andando a creare quindi schistociti.
Gli schistociti si riscontrano spesso nei pazienti con anemia emolitica. Sono, inoltre una frequente conseguenza della presenza di una protesi valvolare cardiaca, della sindrome emolitico-uremica e della porpora trombotica trombocitopenica. Sono segnalati schistociti anche in soggetti con grave anemia macrocitica caranziale e nel morbo di Cooley.
La presenza eccessiva di schistociti nel sangue può essere un segno di anemia emolitica microangiopatica, causata frequentemente da una stenosi aortica.